# Você Torceu Aqui
Você Torceu Aqui foi um programa dominical esportivo da Rede Bandeirantes, contando histórias de grandes jogos do futebol brasileiro, no qual ouvem se os vencedores e personagens dos torneios transmitidos.
O programa estreou em 12 de abril de 2020, devido a paralisação dos torneios em função da Pandemia de COVID-19 no Brasil e foi até 16 de agosto, devido ao retorno dos mesmos.
O primeiro jogo exibido foi Palmeiras 4x0 Corinthians, segundo jogo da final do Campeonato Paulista de Futebol de 1993.

Contou com narração de Ulisses Costa, com comentários de Neto e Edilson, que jogaram a decisão.
O primeiro jogo não contou com a narração original de Silvio Luiz, nem com os comentários e reportagens de Mário Sérgio, Ely Coimbra, Juarez Soares e Octávio Muniz.
Porém, o diretor de esportes José Emílio Ambrósio, explicou o motivo da nova narração do jogo exibido:
| “ | Os protagonistas daquele jogo são da Band: o Neto, figura polemica, o Edilson 'Capetinha', como já diz o nome. A ideia é que eles vejam o jogo como espectadores". "Chamei o Ulisses para ser um mediador, um modo diferente de ver uma partida histórica. Jamais agrediria a história refazendo o ambiente da época. | ” |

 Ao ser questionado sobre o motivo de não ser com a narração original, Ambrósio disse:
| “ | Adoraria ver com a narração original do Silvio Luiz, no auge da carreira, mas não foi possível. | ” |

Foi programado a principio em 19 de abril o jogo Barcelona 5x1 Compostela, válido pelo Campeonato Espanhol 1996.Dias depois, o jogo foi trocado e exibido o jogo São Paulo x Barcelona, final do Mundial de Clubes 1992 exibindo a narração original de Luciano do Valle.

## Retrospectiva
Em 22 de dezembro de 2019, a Band apresentou o Você Torceu Aqui, como uma retrospectiva dos fatos esportivos do ano, marcando a volta da emissora a este formato depois de 5 anos. A apresentação, naquele dia, coube a Milton Neves e Larissa Erthal.

## Reprise
Em 03 de junho de 2020, a atração ganha uma reprise semanal, no canal BandSports. A atração será mostrada as quartas, sempre as 21:00.

## Mudanças de horário
Em 14 de junho, o programa muda de horário e passa a começar as 16:00. Desde a estreia, o programa começava as 14:00, mas mudou de horário por causa da decisão da Rede Globo de encerrar as reprises de jogos históricos, porém, no dia 19 de julho, devido a volta do Futebol no Brasil, o programa volta a ser apresentado no horário antigo, as 2 da tarde.